# Clematis fusca
Clematis fusca är en ranunkelväxtart som beskrevs av Porphir Kiril Nicolai Stepanowitsch Turczaninow. Clematis fusca ingår i släktet klematisar, och familjen ranunkelväxter. Utöver nominatformen finns också underarten C. f. violacea.